# Puccinellia micranthera
Puccinellia micranthera är en gräsart som beskrevs av Da Fang Cui. Puccinellia micranthera ingår i släktet saltgrässläktet, och familjen gräs. Inga underarter finns listade i Catalogue of Life.